# Vaterpolo na Mediteranskim igrama 1963.
Vaterpolski turnir na MI 1963. održavao se u Napulju u Italiji.

## Konačni poredak
| Mj. | Država                       |
| --- | ---------------------------- |
| 1.  | Italija                      |
| 2.  | Jugoslavija                  |
| 3.  | Francuska                    |
| 4.  | Ujedinjena Arapska Republika |
| 5.  | Malta                        |

| Pobjednici           |
| -------------------- |
| Italija Drugi naslov |